# Melanie Maas Geesteranus
Melanie Henriëtte Maas Geesteranus (Laag-Soeren, 28 juni 1970), tijdens haar politieke loopbaan bekend onder haar getrouwde naam Melanie Schultz van Haegen, is een Nederlandse voormalig politica van de Volkspartij voor Vrijheid en Democratie (VVD). Zij was van 22 juli 2002 tot 22 februari 2007 staatssecretaris van Verkeer en Waterstaat in de kabinetten Balkenende I en Balkenende II. Van 14 oktober 2010 tot 26 oktober 2017 was zij minister van Infrastructuur en Milieu in de kabinetten Rutte I en Rutte II.

## Biografie
Na het behalen van het diploma gymnasium-B in 1988 op het Fioretticollege te Lisse studeerde zij bestuurskunde aan de Universiteit Leiden en aan de Erasmus Universiteit Rotterdam. In 1994 behaalde zij haar doctoraalexamen en voltooide daarmee haar universitaire studie.
Vanaf 1995 was zij als onderzoeker en adviseur, vanaf 1997 als senior adviseur werkzaam bij de B&A groep BV te Den Haag. Vervolgens was zij inspecteur bij de Inspectie der Rijksfinanciën van het Ministerie van Financiën tot 1999.
Naast haar werk vervulde zij een aantal nevenfuncties. Zo was zij onder meer bestuurslid van de Stichting Life Sciences Incubator Leiden, van het West Holland Foreign Investment Agency te Den Haag en lid van het Algemeen bestuur van de Streekmuziekschool Leiden en omgeving. In 2005 was zij ook voorzitter van de jury die het 'jongste raadslid van het jaar' koos.

### In de politiek
Naast deze werkzaamheden begaf zij zich, reeds tijdens haar studie bestuurskunde, ook in de politiek. In Leiden was zij van 1991 tot 1994 voor de VVD fractieassistente in de gemeenteraad. In 1994 verruilde zij deze positie voor die van lid van de gemeenteraad en in 1999 was zij ook enige maanden fractievoorzitter. Tegen het einde van datzelfde jaar werd zij eveneens wethouder in deze gemeente met in haar portefeuille economische zaken, grondzaken, toerisme, parkeren en communicatie.
In 2002 maakte zij de overstap van de lokale naar de landelijke politiek. Op 22 juli 2002 werd zij op voordracht van de VVD benoemd tot staatssecretaris van Verkeer en Waterstaat in het kabinet-Balkenende I. Terwijl dit kabinet vanaf de herfst van 2002 demissionair was, zat Maas Geesteranus begin 2003 ook enige tijd in de Tweede Kamer. In het kabinet-Balkenende II keerde zij per 27 mei 2003 in deze functie terug met bijna dezelfde portefeuille: luchtvaart, water, scheepvaart (inclusief milieuwetgeving) en het KNMI; daar werd het personenvervoer per spoor plus de bijbehorende capaciteitsverdeling aan toegevoegd maar niet de aanleg van de infrastructuur.
In 2003 raakte Maas Geesteranus in conflict met professor Guus Berkhout, voorzitter van de commissie die zich bezighield met de geluidshinder en het monitoren daarvan bij de nieuwe wetgeving voor luchthaven Schiphol. Berkhout werd door Maas Geesteranus ontheven van zijn functie. In 2005 deed de directie van gebiedsontwikkelaar Chipshol aangifte bij justitie tegen Maas Geesteranus en Schiphol wegens samenspanning, misbruik van gezag en het opzettelijk verstrekken van onware gegevens. Haar werd verweten de ontwikkeling van een kantorenpark bij Schiphol te hebben gesaboteerd. In 2006 vlak voor haar aftreden dreigden de oppositiepartijen het vertrouwen in haar op te zeggen, omdat ze tijdens het zomerreces zonder overleg met de Tweede Kamer de nieuwe NS-dienstregeling zou hebben goedgekeurd. Haar collega, minister Karla Peijs, heeft de zaak verder afgewikkeld, Maas Geesteranus had zwangerschapsverlof.

### Vertrek uit politiek I
Op 9 augustus 2006 maakte ze bekend na de Tweede Kamerverkiezingen 2006 niet meer terug te willen keren in de politiek, noch als Kamerlid, noch als bewindspersoon. Ze ambieerde een baan in het bedrijfsleven of bij de semioverheid. Bij het aantreden van het kabinet-Balkenende IV werd bekendgemaakt dat zij directeur zorginkoop werd bij zorgverzekeraar Achmea.

### Minister van Infrastructuur en Milieu

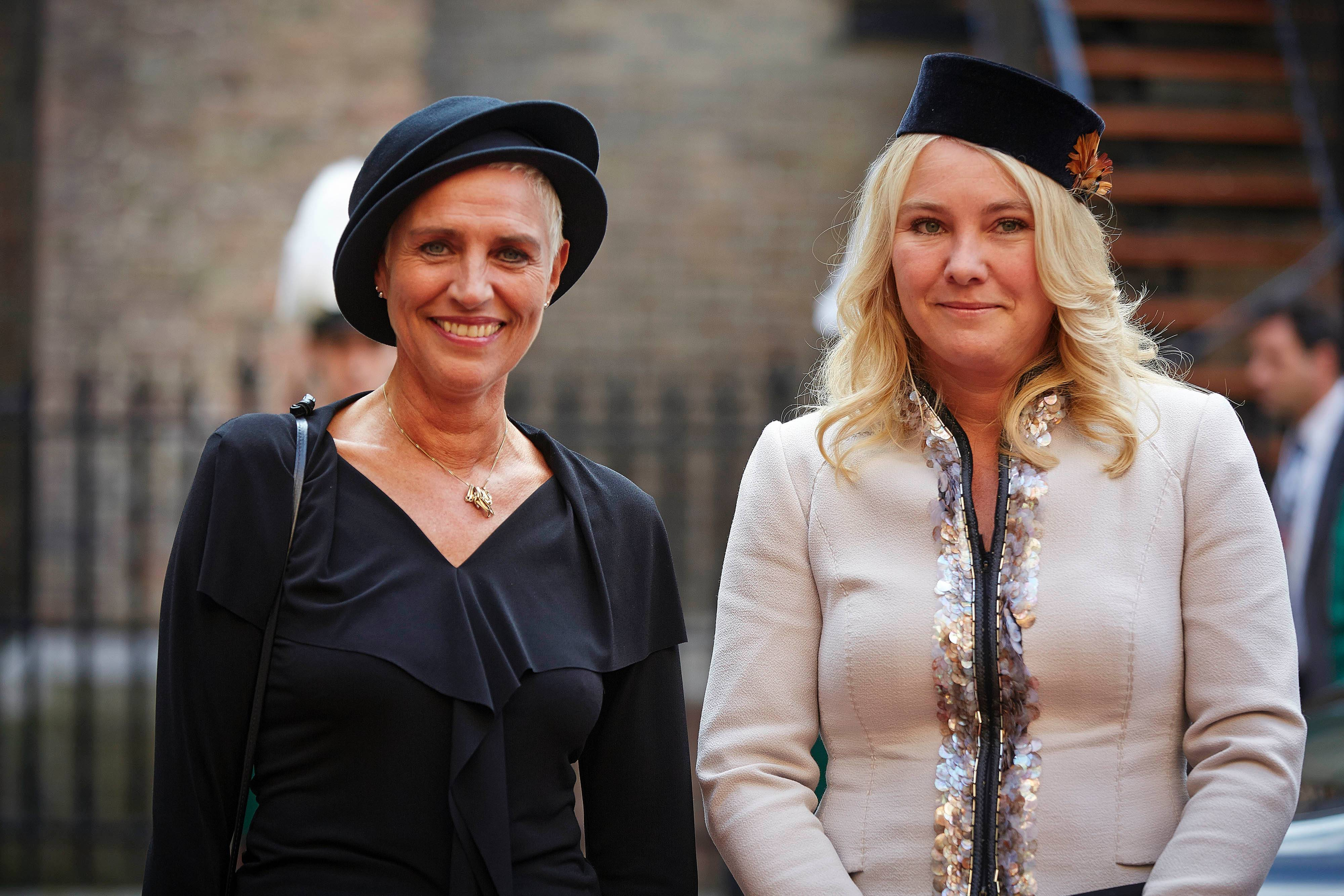
Maas Geesteranus (rechts) met staatssecretaris Mansveld in 2014.

Op 14 oktober 2010 werd Maas Geesteranus minister van Infrastructuur en Milieu, een samenvoeging van V&W en VROM, in het kabinet-Rutte I. Uit haar beleidsbrief van 28 juni 2011 bleek dat ze wilde komen tot een verdergaande vereenvoudiging van het omgevingsrecht in Nederland waarmee ze tevens een verbetering hoopte door te voeren. In het kabinet-Rutte II vervulde zij dezelfde rol, maar werd op haar eigen verzoek het zware dossier spoorwegen bij staatssecretaris Mansveld geplaatst. Op 28 oktober 2015 diende Mansveld haar ontslag in, nadat die dag in het eindrapport van de enquête naar de Fyra was geconcludeerd dat zij de Tweede Kamer een onjuiste voorstelling van zaken had gegeven en volgens haar eigen woorden ook omdat zij staatsrechtelijk verantwoordelijk was voor onjuist gebleken beleidsbeslissingen van vorige bewindslieden.
In mei van 2016 maakte Maas Geesteranus opnieuw bekend de politiek te verlaten door aan te geven niet terug te zullen keren als minister in het volgende kabinet. Als motivatie gaf zij aan dat het volgens haar tijd was voor vernieuwing en "dat het tijd was om iets anders te gaan doen".

### Vertrek uit politiek II
Vanaf 1 april 2018 is Maas Geesteranus bestuursvoorzitter van Stichting Porticus, de filantropische instelling van de familie Brenninkmeijer van C&A.

## Onderscheidingen
- Ridder in de Orde van Oranje-Nassau (11 april 2007)

## Privé
Maas Geesteranus heeft twee kinderen. Tijdens haar politieke carrière stond ze bekend onder de naam van haar toenmalige echtgenoot, Schultz van Haegen.
- Nederlandse Thesaurus van Auteursnamen: 202406687
- Parlement.com: vg9fgopqdwzc
- Virtual International Authority File: 288651150